# USS LST-1120
O USS LST-1120 foi um navio de guerra norte-americano da classe LST que operou durante a Segunda Guerra Mundial.